# Észak csillaga (opera)
Az Észak csillaga Giacomo Meyerbeer 1854. február 16-án, a párizsi Opéra Comique színházban bemutatott háromfelvonásos operája. A darabot nálunk 1856-ban mutatta be a Pesti Nemzeti Színház Erkel Ferenc vezényletével.

## Az opera története
A Berlini Királyi Udvari Opera miután leégett egy tűzvészben, 1844-ben nyitotta meg újból kapuit. Erre az alkalomra komponálta Meyerbeer II. Frigyesről szóló Sziléziai táborozás című operáját, amely egy áltörténelmi opera, ugyanis a nagy porosz uralkodó életének egy kitalált epizódját elmesélve dicsőítette a porosz nagyságot. A darab nem aratott sikert, visszhang nélkül maradt. Hiába vették elő és dolgozták át a darabot Bécsben, pár előadás után ott is lekerült a műsorról. Ekkor merült fel, hogy a zeneszerző megpróbálkozhatna könnyedebb hangvételű darabok komponálásával is. Így született meg Meyerbeer két műve is az opéra comique műfajában: az Észak csillaga és A ploërmeli búcsú, ami egy későbbi átdolgozás után a Dinorah címet kapta.
Az ősbemutató elsöprő sikert aratott, ez nagyrészt az előadó énekesek kiváló teljesítményének tudható be. A bemutató első évében a darab százszor került színpadra, s további öt évadon át tartották folyamatosan műsoron. Még 1854-ben sor került a brüsszeli és a stuttgarti premierre is. A Covent Garden-beli bemutató alkalmával Meyerbeer engedett a korszellemnek és művét olasz nyelvű szövegkönyvre dolgozta át, valamint hozzá komponált még néhány zeneszámot. A következő években színre került New Orleansban (1855), Szentpétervárott (1856) és New Yorkban (1856) is.
A XIX. század végén azonban folyamatosan csökkent a mű népszerűsége, végül teljesen eltűnt az opera színpadokról. Újra felfedezésére 1975-ben került sor. A Londoni Camden Fesztivál vette újra elő a darabot és azóta több társulat is előadta, igaz, elsősorban a nyári zenei fesztiválok keretén belül. A darab hangfelvételét Írországban készítették el 1996-ban, a cd kiadás a következő évben valósult meg. Mindmáig ez a felvétel és kiadás az első és az egyetlen, amely a teljes operát tartalmazza.

## Az opera szereplői és helyszínei
| Szereplő                              | Hangfekvés       |
| ------------------------------------- | ---------------- |
| Katalin                               | koloratúrszoprán |
| Nagy Péter, orosz cár                 | basszus          |
| Danilowitz, a bizalmasa               | tenor            |
| Skawronski György, Katalin bátyja     | tenor            |
| Gritzenko, kozák tiszt                | bariton          |
| Natalie, markotányosnő                | szoprán          |
| Ekimona, markotányosnő                | szoprán          |
| Jermolov tábornok                     | bariton          |
| Praszkovja, György szerelme           | szoprán          |
| Ismailov, kozák tiszt                 | tenor            |
| Reynolds, George és Prszkovja barátja | bariton          |
| Egy ács                               | tenor            |

- Történik: a finnországi Viborgban és Oroszországban, a XVII. és XVIII. század fordulóján
- Helyszínek: I. felvonás: egy finn kisvároska, II. felvonás: egy orosz katonai tábor, III. felvonás: a szentpétervári cári palota
- Játékidő: 2 óra 33 perc

## Az opera cselekménye

### I. felvonás
Egy kis finn városban, Danilowitz cukrásznak öltözve süteményeket árul a pihenőjüket töltő hajóácsoknak. Az egyik ács maga I. Péter cár, Péter Mihály álnéven. Társai elmesélik Danilowitznak, hogy Péter cár szerelmes lett Katalinba, egy helyi parasztlányba, aki a cukrásznak szokott segédkezni. A cárt természetesen bosszantja, hogy szerelmi kalandja kitudódott és azt város szerte pletykálják. Dühét tovább növeli, hogy az ácsok arra ösztönzik Danilowitzot, hogy mondjon köszöntőt XII. Károly svéd király tiszteletére. A cukrász persze elhárítja a felkérést és ebben az álruhás Péter cár is támogatja. A két szembenálló fél szópárbajának pihenő végét jelző harang szó vett véget. A munkás elvonulnak, a két álruhás pedig elhatározza, hogy visszatér hazájába.
Ezután György lép színre. Fuvoláján húga kedvenc dallamát játssza s ezt meghallva Katalin is feltűnik. Boldogan adja elő testvérének, hogy kedvező választ hozott neki a helyi fogadós lányától: az örömmel lesz a felesége. Ezután kis időre kettesben maradnak Péterrel, akinek elmeséli anyja különös álmát, mely szerint élete boldog lesz és azt észak csillaga fogja vezérelni. Ezután elmondja, miszerint első találkozásukkor feltűnt neki a férfi itteniektől eltérő modora, biztosan nagy jövő vár rá.
Ekkor jelenik meg Praszkovja. Híról adja, hogy egy csapat kozák közeleg, akik erőszakkal katonákat toboroznak. Katalin elszalad, majd cigány lánynak öltözve tér vissza. Közben megérkeztek a kozákok és vezérüknek, Gritzenkónak felajánlja, hogy jósol. Katalin fellépése megakadályozza, hogy a katonák fosztogatni kezdjenek, de azt nem, hogy egy csapat fiatal férfit magukkal vigyenek katonának. Köztük van a bátya is. Praszkovja magába roskad, de Katalin megígéri neki, hogy visszaszerzi jegyesét, elhatározza, hogy az esküvőig katona ruhában helyettesíteni fogja bátyját.

### II. felvonás
Katalin bátya nevét használva, katonának öltözve él a táborban. Gritzenko pedig egyre gyakrabban tűnik fel előtte, akinek még korábban azt jósolta, hogy hamarosan kapitány lesz. Egyre gyanúsabb neki, hogy a fiatal legény annyi hasonlóságot mutat a jósnővel. Amikor ezt előadja előtte, Katalin a húgának mondja a cigány lányt. A kozák vezér a bizalmába fogadja és feltárja előtte, hogy a katonai vezetőség egyre inkább elégedetlen a cár szigorával. Átadtak neki egy írást is, de azt ő nem tudja elolvasni. Katalin az írásból megtudja, hogy lázadásra készülnek I. Péter ellen.
Gyanúját megerősíti a következő jelenet: Jermolov tábornok bemutatja a kancsukát, amellyel a cár parancsának engedelmeskedve a jövőben, az engedetlen katonákat kell verniük. Ez általános felháborodást vált ki. Ekkor váratlanul két magas rangú vendég érkezik: Péter és Danilowitz lép színre katonai egyenruhában Katalin legnagyobb meglepetésére. A lányt őrségbe állítják, annak a sátornak a szomszédságába, ahol a vendégek fogadására rendezett bankett zajlik. Ez a Péter már nem az, akit a lány megismert: mértéktelenül önti magába a bort és Natalie és Ekimona körül legyeskedik. Gritzenkónak feltűnik Katalin zavart viselkedés, ezért leváltja.
A lány azonban ellenáll, a zajra a cár is felfigyel és elrendeli az ellenszegülő katona agyonlövését. Annyira leitta magát, hogy nem ismeri fel kedvesét, csak akkor kezd derengeni neki valami, amikor már elvezették azt. Visszarendeli a kozák vezért, aki beszámol róla, hogy az őr megszökött, de még előtte egy papírlapot adott neki, hogy azt adja át a cárnak. Az az írás az, amit Gritzenko adott át Katalinnak neki, mondván, hogy nem tudja elolvasni. Péter így értesül róla, hogy a tisztek át akarnak állni a svédek oldalára. A cár hívatja Jermolovot, Danilowitz útján hívatja saját embereit, majd felfedi uralkodói kilétét. Az egybegyűlteknek bejelenti, hogy leleplezte az összeesküvést és lecsukatja a vezéreket.

### III. felvonás
A cár visszatért palotájába, egyre csak a finnországi napok járnak a fejében. Felépítette magának Katalin lakóhelyének pontos mását. Danilowitz jön és értesíti az uralkodót, hogy sikerült rábukkannia Katalin nyomára. A cár utasítást ad, hogy korábbi ács társait, valamint Györgyöt és feleségét hozzák a palotába. Gritzenkónak egy napi a haladékot ad, hogy elfogja Katalin bátyját, aki most katona szökevény. Ellenkező esetben kivégezteti. A beérkező vendéget között az igazi György előveszi az írást, ami besorozásáról szólt. Ez Gritzenko tudomására jut, aki rohan, hogy elkapja és a cár elé cipelje. Praszkovját újabb kétségbeesés fogja el: azt hiszi, férjét agyon akarják lövetni, mint katona szökevényt. De a kozák vezér megnyugtatja, hogy a férfinek nem lesz semmi baja. Közben ugyanis előkerítették az ál Györgyöt, Katalint is.
Kedvese hangját hallva színre lép a cár. Minden részletről értesült már s feltárja az ajtókat, amik mögött ott vannak a finnországi emlékképek. Danilowitz, mint cukrász süteményeket árul, György és Praszkovja esküvői ruhában lép elő. A kézfogó vendégeiként ott vannak a hajógyári ácsok. Katalin boldogan repül Péter karjaiba, anyja jóslata beteljesedett, a cár feleségül kéri a lányt. (Megjegyzés: Katalinnak semmi köze a későbbi Katalin cárnéhoz!)

## Az opera szövegkönyve
Eugène Scribe, a mű librettó írója, egy korábbi darabjának, a A markotányosnő című balettnak az alaptörténetét dolgozta fel újra, méghozzá a Sziléziai táborozás alapján. Ennek értelmében Nagy Frigyesből Nagy Péter, Sziléziából Oroszország lett. A történet a nagy északi háború kitörése előtt, az orosz-svéd háborúskodásának egy csendesebb szakaszában játszódik Finnországban. Finn föld ezekben az esztendőkben, ütközőzóna volt a két hatalom között. Az ország különböző részei hol orosz hol meg svéd fennhatóság alá tartoztak.
Azonban a történelmi környezet csak egyfajta háttérül szolgál. Annyiban van jelentősége, amennyiben fontos érthetővé tenni az orosz seregek megjelenését, az újoncok rekrutálását és a hajógyári ácsok XII. Károly svéd királyt éltető, az oroszoktól elszakadni akaró magatartását. Az egész cselekmény fikción alapul és a tulajdonképpeni I. Péter cár azért nem lett a darab főszereplője, mert minden oroszok cárja már korábban is számos opera főszereplője volt (pl.: Lortzing: Cár és ács, Donizetti: A sardaami polgármester).

## Az opera zenéje
Az opera 19 zárt számból áll, a zene a szereplők jellemrajzához igazodva hol érzelmes, hol könnyed, vagy kifejezetten táncos jellegű. A jól megkomponált áriák és együttesek hatásos kórus jelenetekkel váltják egymást. Katalin a mű főszereplője, szólama nehéz feladat elé állítja megszólaltatóját, de nem könnyű a feladata Péter, Danilowitz, György vagy Praszkovja megszólaltatójának sem. A hangszerelés nagyvonalú, a jelenetek jól kidolgozottak. Igényes van megkomponálva a szerzőtől kicsit hosszabbnak tűnő, tíz perces nyitány is.
Az áriák nagy része szép dallamossággal rendelkezik, bensőséges hangulatot áraszt. Ilyen az opera legismertebb részlete, az I. felvonás végén Katalin imája, vagy a cár III. felvonásbeli nyitó románca, amelyben régi kedves emlékeit idézi fel. Kiemelkedő részlet még Catherine közel negyed órás, úgynevezett őrülési jelenete is. A prózai dialógusok rövidek, így nem zavarják meg különösebben a pompás zene élvezetét. Mivel a forgalomban lévő CD felvétel, gyakorlatilag élő előadások felvételeinek az összeollózása, ezért a felvétel kicsit halk, de nem élvezhetetlen.